# Бакланов, Анатолий Сергеевич
Анатолий Сергеевич Бакланов (род. 9 октября 1980, Анапа, Краснодарский край) — российский футболист, защитник.
Всю карьеру провёл в клубах второго дивизиона / первенства ПФЛ России (D3). Играл за команды «Анапа» / «Спартак» / «Спартак-УГП» Анапа (1998, 2001—2002, 2005—2006), «Искра» Энгельс (2003), «Волгарь-Газпром» Астрахань (2004), «Батайск-2007» (2007—2008), СКА Ростов-на-Дону (2009), «Торпедо» Армавир (2009—2010), «Днепр» Смоленск (2011—2013), «Динамо» Ставрополь (2013—2018).
Всего в первенстве провёл 506 матчей, забил 13 мячей.
В 2005 году сыграл пять матчей в первом чемпионате России по пляжному футболу за «Спартак-УГП», в сезоне 2005/2006 забил 28 мячей за «Спартак-УГП» в первой любительской лиге (зона ЮФО) по мини-футболу.
С 2018 года — игрок команды «Анапа» (бывший «Спартак-УГП») в первой лиге первенства Краснодарского края. Проживает в Анапе.